# Эрик, Лайне
Лайне Яановна Эрик (эст. Laine Erik, в замужестве — Каллас (эст. Kallas); 21 апреля 1942, Särevere Rural Municipality — 6 октября 2024) — советская бегунья на средние дистанции, участница двух Олимпийских игр (1964 и 1968). По основной профессии — учёная в области сельского хозяйства.

## Биография

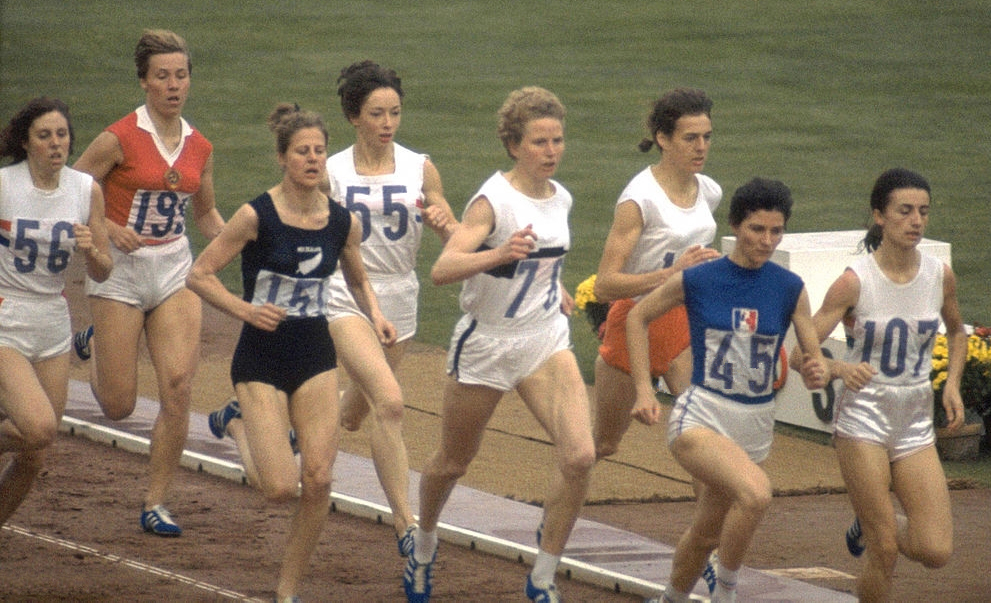
На Олимпийских играх 1964 года (вторая слева, в красном)

Родилась в 1942 году посёлке Сяревере, Рейхскомиссариат Остланд.
Специализировалась на дистанции 800 метров. На Олимпийских играх 1964 года заняла шестое место в финале с результатом	2:05.1, уступив четыре секунды чемпионке Энн Пэкер, пробежавшей с мировым рекордом. На следующих Олимпийских играх в Мехико Эрик завершила борьбу в полуфинале, заняв пятое место.
Победительница летней Универсиады 1965 года с результатом 2:06,2. Личный рекорд установила 16 августа 1964 года в Киеве, показав результат в 2:03,6.
Дважды признавалась лучшей спортсменкой Эстонии (1967, 1968).
Закончила Эстонский сельскохозяйственный университет. В 1969—1996 годах работала научным сотрудником в Институте зоотехники Эстонского сельскохозяйственного университета.
Умерла 6 октября 2024 года в возрасте 82 лет.